# 小行星7482
小行星7482（英語：7482）是一颗围绕太阳公转的小行星。1994年8月9日，罗伯特·H·麦克诺特在赛丁泉山发现了此天体。
这颗小行星的绝对星等为47.60709102335298等。